# Giovanni Tommaso
Giovanni Tommaso (Lucca, 20 gennaio 1941) è un bassista e contrabbassista italiano.

## Biografia
Inizia lo studio della musica frequentando il conservatorio di Bologna negli anni cinquanta, e in seguito a suonare jazz spostandosi con il suo contrabbasso a Bologna per partecipare a jam session che vedevano nella città emiliana una dei riferimenti per questo genere di musica in Italia .
Nel 1957 forma il Quintetto di Lucca, insieme al fratello Vito come pianista, al cognato Gaetano Mariani alla chitarra, a Giampiero Giusti come batterista e Antonello Vannucchi al vibrafono, con i quali nel 1958 pubblica un EP con quattro brani e si aggiudica La Coppa del jazz, torneo radiofonico organizzato dalla RAI.
A 18 anni inizia a lavorare come musicista in orchestre di navi da crociera, cosa che gli permette di frequentare tra il 1959 e il 1960 i locali jazz di New York, dove ha modo di incontrare contrabbassisti come Paul Chambers, Ray Brown e Charles Mingus. Formò poi un trio con Amedeo Tommasi al pianoforte e Gegè Munari alla batteria e - quando ancora frequentava il Conservatorio a Bologna - suonò con Chet Baker (dopo la detenzione del trombettista a Lucca per problemi di droga), Amedeo Tommasi al piano e Franco Mondini alla batteria.
Si trasferì a Roma nel 1967 per lavorare alla RCA Italiana come strumentista, arrangiatore e produttore, partecipando a numerose incisioni come gli album A mano a mano e Cervo a primavera di Riccardo Cocciante, Finalmente ho conosciuto il Conte Dracula di Mina, Morandi di Gianni Morandi, E io ci sto di Rino Gaetano, Viaggi e intemperie di Ivan Graziani, Controllo totale di Anna Oxa, Alice del Perigeo Special, European Tour di Sammy Davis Jr.
Alla RAI suonò con Sonny Rollins per una puntata di Studio Uno. Insieme a Pepito Pignatelli aprì il Music Inn, che diventò uno dei locali di riferimento per il jazz a Roma e nel quale accompagnò artisti del livello di Dexter Gordon, Johnny Griffin, Art Farmer o Kenny Drew. In questi anni frequenta anche Steve Lacy, sassofonista newyorkese stabilitosi a Roma e riferimento per l'avanguardia jazz del tempo.
Nel 1971 con Claudio Fasoli al sax, Tony Sidney alla chitarra, Franco D'Andrea alle tastiere e Bruno Biriaco alla batteria forma il quintetto di jazz rock del Perigeo, seguendo l'evoluzione anche di altri musicisti come Miles Davis o i Weather Report; il gruppo rimane in attività fino al 1977 con l'incisione di otto album.
Giovanni Tommaso prosegue la sua attività in contesti (registrando le parti di basso per diverse sigle per cartoni animati scritte da Vito Tommaso ) e con formazioni differenti, come il GT Quintet, o il Tommaso/Bollani/Gatto trio. A trent'anni dalla fine del Perigeo, nel 2007 dà vita ad un nuovo gruppo, chiamato Apogeo, con Daniele Scannapieco al sax, Bebo Ferra alla chitarra, Claudio Filippini al pianoforte ed Anthony Pinciotti alla batteria.
Giovanni Tommaso è anche titolare della cattedra di musica jazz al Conservatorio di Perugia e dirige dal 1986 i seminari della Umbria Jazz Clinics.
In 2003, Tommaso was awarded an honorary doctorate of music from Berklee College of Music during the Umbria Jazz Festival.
Da diversi anni insegna stabilmente al CEMM (Centro Educativo Musica Moderna) di Bussero (Milano).

## Discografia
- Il quartetto di Lucca (RCA Italiana)
- Perigeo (RCA Italiana)
- GND: GND (RCA)
- Giovanni Tommaso Quintet: Via G.T. (Red Records)
- Giovanni Tommaso Quintet: To Chet (Red Records)
- Giovanni Tommaso Quintet: Over the ocean (Red Records)
- Giovanni Tommaso Quintet: Strane stelle strane (BMG)
- Lee Konitz, E. Rava, F. D'Andrea, G. Tommaso, G. Munari: Stereokonitz (RCA Italiana)
- D'Andrea, Tommaso, Gatto: Kick off (Red Records)
- D'Andrea, Tommaso, Gatto: Airegin (Red Records)